# 荘田泰蔵
荘田 泰蔵（しょうだ たいぞう、1892年10月29日 - 1990年（平成2年）12月19日）は日本の実業家。

## 略歴
荘田平五郎・田鶴夫妻の四男として東京府（現・東京都）に生まれた。慶應義塾幼稚舎に学び、1916年グラスゴー大学機械科卒業。1918年三菱造船（現・三菱重工業）に入社、1943年三菱重工業水島航空機製作所長、1946年三菱重工業取締役、1948年三菱重工業常務、1950年中日本重工業取締役副社長、1952年新三菱重工業副社長、1957年新三菱重工業相談役、のちに全日本空輸取締役。
戦前日本は航空機大国だったが、1945年太平洋戦争敗北を機にGHQ/SCAPによって航空機の研究・設計・製造を全面禁止されていた。1956年に連合国による航空禁止令が全面解除されると、航空機国産のグランド・プラン作成のため財団法人輸送機設計研究協会（輸研）が東京大学内に設立され荘田は理事長に就任。日本ではじめての航空機であるYS-11を製造するため設立された日本航空機製造社長に1962年就任。
のちに新東京国際空港計画委員長、日本航空工業会理事長、日本航空協会会長に就任。後にロケット・人工衛星など宇宙航空機産業育成を目指す日本航空宇宙工業会理事長にも就任。

## 家族・親族
父・平五郎は三菱財閥の大番頭、母・田鶴は三菱の創業者一族・岩崎家の一門である藤岡正敏・佐幾夫妻の長女。母方の祖母・藤岡佐幾は岩崎弥次郎・美和夫妻の次女で弥太郎の妹、弥之助の姉。長兄・達弥は三菱重工業・明石製作所の取締役、次兄・平象は東洋電機製造常務、三兄・雅雄は日本郵船常務・南洋海運社長、弟・孝平は三菱重工取締役で叔母・各務繁尾とその夫・鎌吉の養嗣子。
泰蔵は妻との間に1男3女をもうけた。